# Laetesia intermedia
Laetesia intermedia är en spindelart som beskrevs av A. David Blest och Vink 2003. Laetesia intermedia ingår i släktet Laetesia och familjen täckvävarspindlar. Inga underarter finns listade i Catalogue of Life.